# 卡紹埃拉杜皮里亞
卡紹埃拉杜皮里亞（葡萄牙語：Cachoeira do Piriá），是巴西的城鎮，位於該國北部，由帕拉州負責管轄，始建於1995年12月28日，面積2,462平方公里，海拔高度93米，2010年人口26,484，人口密度每平方公里10.76人。